# Trenten Beram
Trenten Anthony Manugas Beram (* 1. April 1996 in Scarsdale) ist ein ehemaliger philippinischer Sprinter US-amerikanischer Herkunft.

## Sportliche Laufbahn
Seit 2016 ist Beram für die Philippinen startberechtigt und stellte im Februar in University Park mit 21,27 s einen neuen Hallenrekord im 200-Meter-Lauf auf. 2017 startete er bei den Asienmeisterschaften in Bhubaneswar und belegte dort über 200 Meter mit neuem Landesrekord von 20,96 s den fünften Platz. Anschließend siegte er bei den Südostasienspielen in Kuala Lumpur über 200 Meter und verbesserte dort den Landesrekord auf 20,84 s. Zudem siegte er in 46,39 s auch im 400-Meter-Lauf und gewann mit der philippinischen 4-mal-100-Meter-Staffel mit Landesrekord von 39,11 s die Bronzemedaille hinter den Teams aus Thailand und Indonesien. 2018 stellte er in Boston mit 46,77 s einen neuen Hallenrekord über 400 Meter auf. Im Sommer nahm er dann an den Asienspielen in Jakarta teil und erreichte dort über 200 und 400 Meter jeweils das Halbfinale, in dem er mit 21,26 s bzw. 47,34 s ausschied. Auch mit der Staffel konnte er sich mit 39,59 s nicht für das Finale qualifizieren. Da er 2019 nicht mehr im Nationalkader war, stellte dies auch seinen letzten Wettkampf dar und beendete seine Karriere im Alter von nur 22 Jahren.

## Persönliche Bestleistungen
- 200 Meter: 20,84 s (+0,1 m/s), 23. August 2017 in Kuala Lumpur (philippinischer Rekord)
  - 200 Meter (Halle): 21,27 s, 20. Februar 2016 in University Park (philippinischer Rekord)
- 400 Meter: 46,01 s 25. Mai 2018 in Tampa
  - 400 Meter (Halle): 46,77 s, 4. März 2018 in Boston (philippinischer Rekord)